# Robert Naeye
Robert Naeye (Woluwe-Saint-Lambert, 22 luglio 1917 – Schaerbeek, 9 novembre 1988) è stato un ciclista su strada, pistard e dirigente sportivo belga.
Professionista dal 1936 al 1951, vinse la Sei giorni di Parigi in coppia con Achiel Bruneel nel 1947.

## Carriera
Naeye ottenne pochi risultati nelle corse su strada, con la vittoria in due criterium e i piazzamenti nella Anversa-Gand-Anversa del 1940, dove fu secondo, e nella Omloop van België nel 1944, dove terminò terzo nella prima tappa. La sua attività su pista fu più proficua e, oltre a vincere Sei giorni quali quelle di Parigi e di Monaco, colse numerosi podi in quelle di Gand e Bruxelles. Fu anche terzo nel 1940 nel campionato belga di inseguimento individuale.

## Palmarès

### Strada

#### Altri successi
- 1942

Criterium di Keerbergen
- 1944

Criterium di Nieuwerkerken Limburg

### Pista
- 1947

Sei giorni di Parigi (con Achiel Bruneel)
- 1949

Sei giorni di Monaco di Baviera (con Maurice Depauw)
- 1950

Sei giorni di Monaco di Baviera (con René Adriaenssens)
- 1951

Sei giorni di Saint-Etienne (con Ernest Thyssen)